# Friedrich III. von Wied
Friedrich III. von Wied (* zwischen 1475 und 1478; † 1551) war von 1522 bis 1532 Bischof von Münster. Zu seiner Zeit begannen reformatorische Gedanken in der Stadt Münster Fuß zu fassen. Er trat 1532 zurück.

## Herkunft und frühe Jahre
Friedrich war ein Sohn des Grafen Friedrich IV. von Wied-Runkel. Seine Mutter war Agnes von Virneburg. Er war der sechste Sohn der Familie. Sein älterer Bruder Hermann von Wied war später Erzbischof von Köln. Andere Brüder hatten Kanonikerstellen in Köln inne. Nachfolger des Vaters als Graf wurde Johann von Wied.
Friedrich trat in den geistlichen Stand ein und war Kanoniker von St. Gereon in Köln. Dort begann er 1493 auch ein Studium der Rechtswissenschaften. Zwischen 1507 und 1514 war er Dechant von St. Gereon. Als weitere Präbenden hatte er eine Propstei in Bonn und Utrecht. In Köln hatte er zudem eine Domherrenstelle inne.

## Beginn seiner Herrschaft
Nach dem Tod Erich II. als Bischof von Münster wurde Friedrich unterstützt von seinem Bruder Hermann von Wied und dem Herzog Johann von Jülich-Kleve-Berg 1522 zum Bischof gewählt. Der Versuch von Friedrich III. von Sachsen und Landgraf Philipp von Hessen einen anderen Kandidaten durchzusetzen, war damit gescheitert. Papst Hadrian VI. hat die Wahl bestätigt. Daraufhin zog Friedrich III. begleitet vom Erzbischof und einem prunkvollen Gefolge am 24. August 1523 in Münster ein. Noch am selben Tag bestätigte er das Landesprivileg. Die Anerkennung durch den Kaiser zog sich indes mehrere Jahre hin, so dass Friedrich noch 1526 nur als Elekt geführt wurde. Die Bischofsweihe hat er nie erhalten. Die damit verbundenen religiösen Pflichten hat er seinen Weihbischöfen überlassen.

## Eindringen des Protestantismus
Die Amtszeit Friedrichs war geprägt vom Eindringen des Protestantismus in Münster. Dort verband sich dies mit sozialkritischen Stimmen aus der niederen Geistlichkeit. Die Kritik richtete sich nicht zuletzt gegen die hohe Geistlichkeit. Friedrich griff in diese Vorgänge anfangs nicht ein. Innerhalb der Stadtbevölkerung waren die Predigten im protestantischen Sinn auf fruchtbaren Boden gefallen und verbanden sich mit materiellen Konfliktpunkten. Am 22. Mai 1525 überfielen Handwerker das Kloster Niesing, weil sie in diesem eine wirtschaftliche Konkurrenz sahen. Die Bürger beschlossen nach dem Vorbild der Stadt Frankfurt am Main die so genannten 34 Punkte und der Stadtrat unter Bürgermeister Everwin II. von Droste zu Handorf  sah sich gezwungen, entsprechende Maßnahmen zu ergreifen. Diese richteten sich gegen die Privilegien des Klerus. Das Domkapitel wurde gezwungen dieses Papier zu unterzeichnen. In der Folge verließen die Mitglieder des Domkapitels die Stadt.
Als sich die Niederlage der Aufständischen im Bauernkrieg abzeichnete, versuchte Friedrich die Entwicklung wieder zurückzudrehen. Anfangs drohte er sogar mit Gewalt, sollten die Bürger von Münster die 34 Artikel nicht aufgeben. Sein Bruder Hermann, der selbst dem Protestantismus zuneigte, riet zur Zurückhaltung. Am 27. März 1526 wurde ein Kompromiss geschlossen. Die protestantischen Geistlichen mussten ihre Positionen aufgeben, während das Domkapitel wieder in die Stadt zurückkehrte. Als der Bischof Bernhard Knipperdolling, Kaufmann und Anhänger der Reformation, festnehmen ließ, kam es zu neuen Unruhen. Friedrich sah sich gezwungen Knipperdolling freizulassen. Als der Bischof diesem erlaubte, vor ihm zu predigen, glaubte Knipperdolling, dass Friedrich selbst dem Protestantismus nahestände.
Viel Sympathie im Stift kostete ihn der militärische Überfall auf die Stadt Wildeshausen 1529. In Münster gewann der Prediger an St. Mauritz Bernhard Rothmann immer mehr an Einfluss. Dieser war zunächst Lutheraner, neigte später dem Zwinglianismus zu und begann ab 1532 täuferische Gedanken aufzunehmen und zu verbreiten. Friedrich belegte diesen am 29. August 1531 mit einem Predigtverbot. Dieses und verschiedene weitere Verbote blieben wirkungslos. Eine Bestrafung ordnete er nicht an. Das Domkapitel wandte sich an Kaiser Karl V., der anordnete, dass der Bischof dem Treiben Rothmanns ein Ende setzen sollte. Dieser kündigte Rothmann am 16. Januar 1532 das Geleit auf und verwies den Prediger des Landes. Rothmann floh daraufhin in die Stadt, wo er sich unter den Schutz der Gilden stellte.

## Rücktritt
Seit langem überfordert mit seiner Aufgabe, hatte Friedrich III. bereits seit längerem über seinen Rücktritt und einer materiellen Absicherung verhandelt. Mit seinem späteren Nachfolger Erich von Braunschweig-Grubenhagen vereinbarte Friedrich im Geheimvertrag von Poppelsdorf vom November 1530 eine Abfindung von 40.000 Goldgulden. Später wurde eine Rentenzahlung festgelegt. Im Dezember 1531 benannte das Domkapitel Erich von Braunschweig-Grubenhagen, der bereits Fürstbischof von Osnabrück und Paderborn war, offiziell als Nachfolger. Friedrich III. legte am 24. März 1532 sein Amt nieder. Nach seinem Rückzug und dem raschen Tod seines Nachfolgers begann sich die reformatorische Bewegung in Münster zu radikalisieren.
Friedrich zog sich ins Privatleben zurück und lebte in Bonn. Bei dem Sturz seines Bruders Hermann verlor er einige ihm verbliebene Präbenden.